# Basílica de San Francisco (Buenos Aires)
La Basílica y Convento de San Francisco de Asís es un templo católico que se encuentra en calle Alsina 380, en el casco histórico de la ciudad de Buenos Aires (Argentina), barrio de Monserrat. Perteneció a la orden de los franciscanos, la primera que recibió un terreno en el asentamiento fundado por Juan de Garay en 1580.
Comparte el atrio con la Capilla de San Roque. Los tres edificios (Basílica de San Francisco, Capilla de San Roque y Tercera Orden Franciscana Seglar) forman el Conjunto Monumental San Francisco, declarado Monumento Histórico Nacional.

## Historia

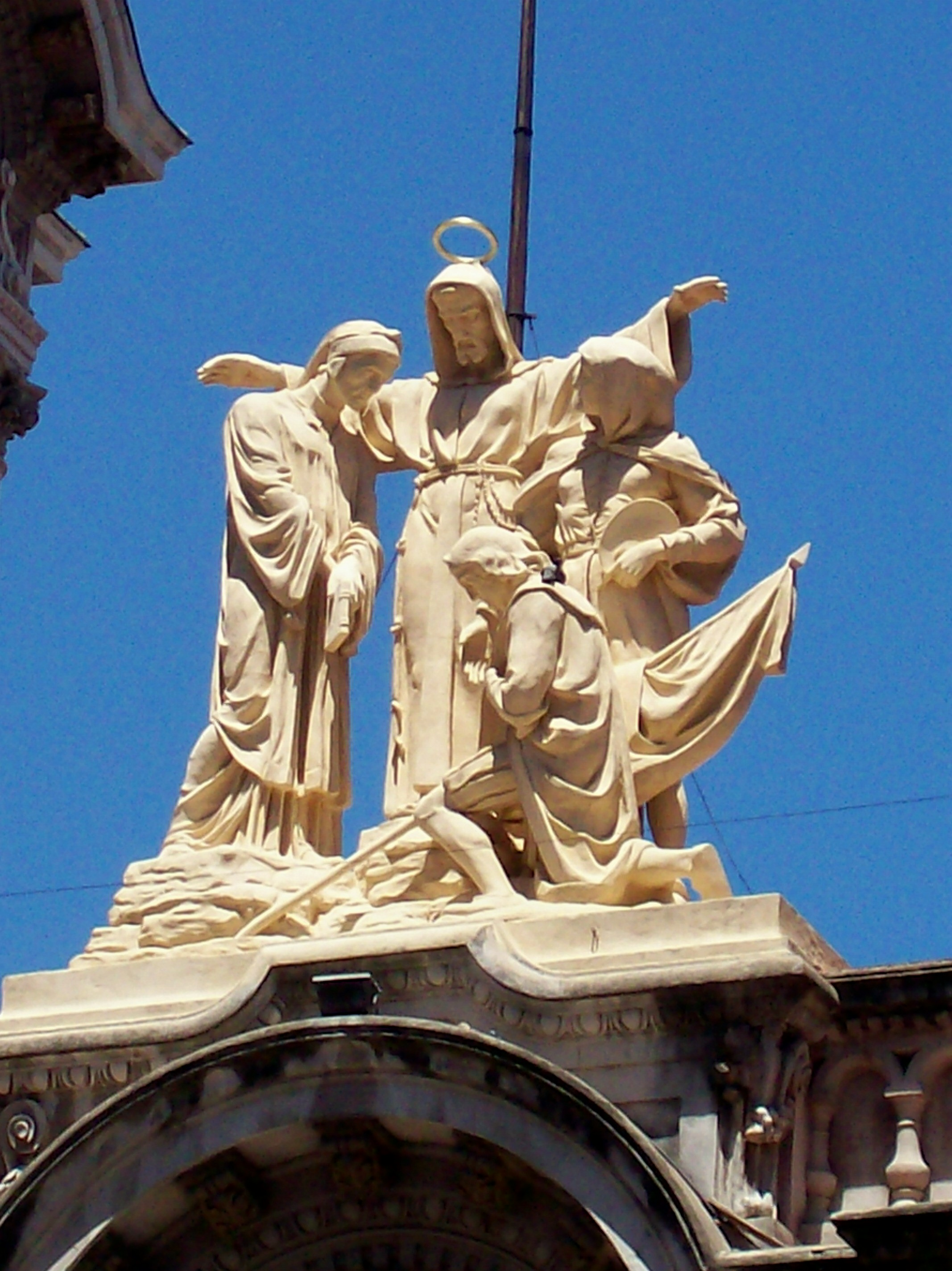
A la derecha e izquierda de San Francisco se encuentran Dante Alighieri y Giotto. Arrodillado: Cristóbal Colón.

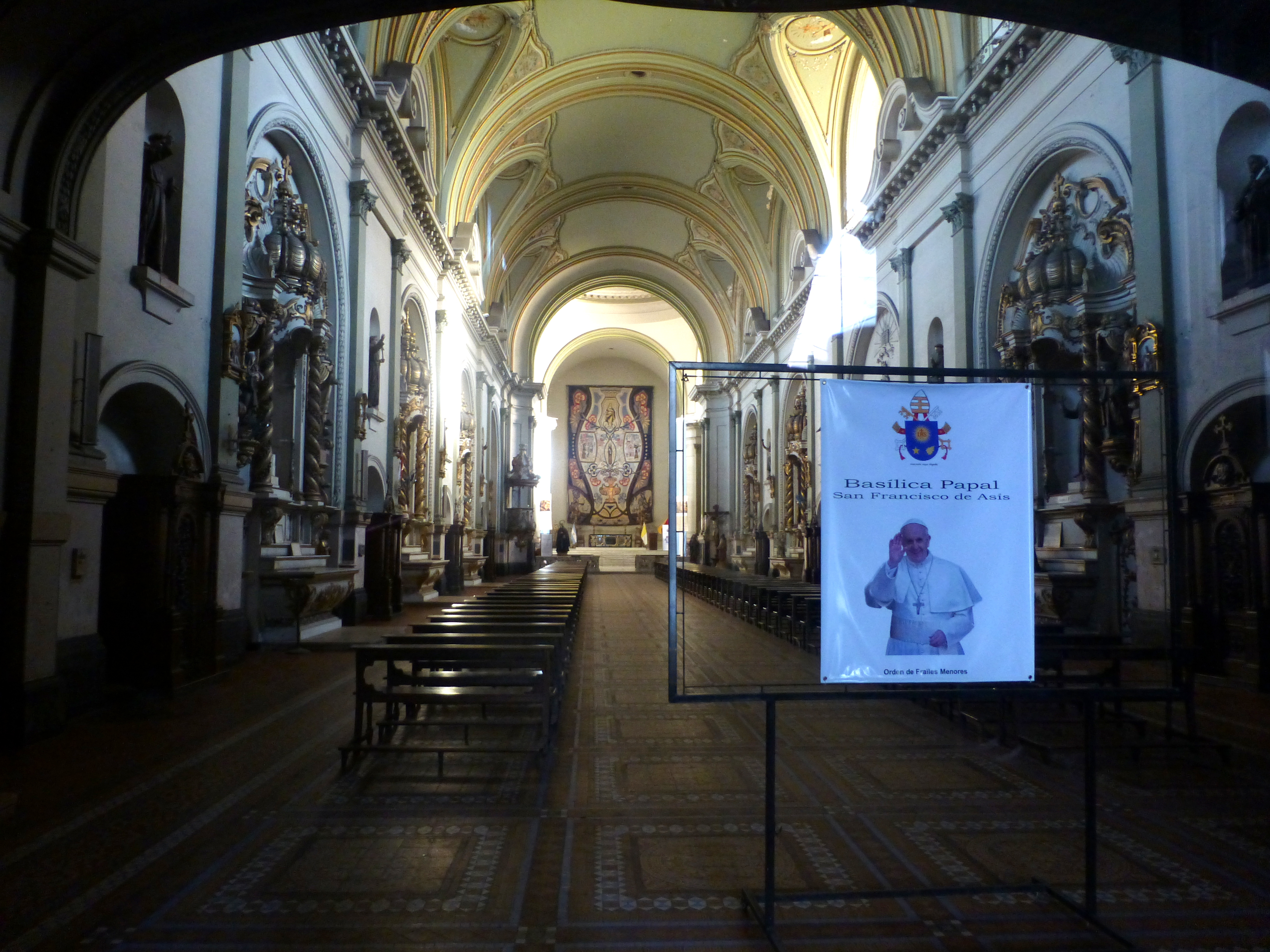
Interior de la basílica.

Según consta en el Registro Estadístico (tomo 1.° de 1859) Juan de Garay cedió a la Orden de los Frailes Menores (franciscanos) la manzana n.º 132 de Santa María del Buen Ayre en 1583, la actualmente delimitada por las calles Defensa, Balcarce, Adolfo Alsina y Moreno. Allí ellos construyeron la primera iglesia de San Francisco de Asís, en materiales poco duraderos: paredes de adobe y techos de palma y tejas.
La construcción del templo definitivo comenzó hacia 1731, según planos del arquitecto jesuita Andrés Blanqui, con colaboración del sevillano fray Vicente Muñoz. La iglesia se inauguró el 25 de marzo de 1754, pero tuvo que ser cerrada ya hacia 1770 debido a la aparición de una grieta considerable en su estructura. La consagración tuvo lugar el 28 de septiembre de 1783.
La fachada del templo con sus torres se derrumbó finalmente en 1807, y una nueva de estilo neoclásico italiano fue proyectada por el arquitecto Tomás Toribio, con ayuda del maestro Cañete, terminada por 1815.
El 1 de diciembre de 1828 un grupo de simpatizantes unitarios fue reunido aquí para el golpe de Estado contra el gobernador Manuel Dorrego (luego ejecutado por su ideología federal), y la ceremonia del sombrero mediante la cual fue designado Juan Galo de Lavalle para sucederlo.
Entre 1907 y 1911 fue emprendida la remodelación de la fachada, a cargo del arquitecto Ernesto Sackmann, que le brindó a la iglesia el aspecto que tiene actualmente, de estilo barroco bávaro. En 1910 el artista alemán Antonio Voegele modeló las cuatro figuras que forman el grupo escultórico en el remate de la fachada, y que está conformado por el santo Francisco flanqueado por Dante Alighieri, el pintor Giotto y, arrodillado ante él, Cristóbal Colón. El motivo es que los tres personajes eran hermanos de las órdenes menores de San Francisco.
En 1942 el templo, junto con la Capilla de San Roque, fue declarado Monumento Histórico Nacional mediante el decreto n.º 120.412.
Durante la quema de iglesias llevada adelante por un limitado grupo de peronistas el 16 de junio de 1955, en reacción a la masacre efectuada por la Marina argentina sobre la Plaza de Mayo esa mañana, la basílica de San Francisco sufrió daños y pérdidas casi totales en cuanto a su mobiliario.
Entre los elementos destruidos se encontraban lienzos de la bóveda pintados por el artista español Julio Borrell, numerosas obras de arte, dos mesas de caoba de época colonial, una fuente de la Inmaculada obra de un escultor indígena, y relojes antiguos (uno de 1680 y otro de época victoriana). También fueron consumidos un San Francisco mecánico de origen francés (1760), cuatro cuadros coloniales del siglo XVIII, y una copia de la Crucifixión de Miguel Ángel.
El altar mayor, que albergaba un retablo de las misiones guaraníes, los lienzos de Borrell, tres banderas históricas de Argentina, Chile y Perú, y el fajín de la Virgen Generala del Ejército de los Andes —atribución otorgada por el general José de San Martín en 1817—, fue completamente destruido.
El incendio también consumió confesionarios, bancos del templo, mantelería, candelabros, imágenes, cálices, copones, valiosas custodias y ornamentos religiosos coloniales y modernos. El famoso y valioso órgano de tubos, fabricado en París, se fundió por efecto del calor. Entre los daños más simbólicos se encuentra la profanación de la tumba de fray Luis Bolaños, cuya estatua fue decapitada y derribada junto a figuras de mármol blanco, y la de fray Gabriel de Arregui, obispo de Buenos Aires sepultado en 1736, cuyas cenizas fueron aventadas.
Asimismo, fue arrasada una de las bibliotecas más antiguas del país, donde habían estudiado personalidades como Mariano Moreno y Bartolomé Mitre. El acervo, compuesto por más de 30.000 volúmenes, incluía obras rarísimas de historia, la carátula del primer diccionario en castellano, un tomo de la Biblia complutense de 1517, numerosos pergaminos y valiosos incunables del siglo XVI, que fueron destruidos en su totalidad.
Durante la reconstrucción, terminada en 1963, se colocó sobre el altar principal un tapiz de 8 por 12 metros La glorificación de San Francisco, de Horacio Butler.
El Convento permaneció cerrado al público algunos años, pero en la actualidad está permitido el acceso al mismo. Fue declarado Monumento Histórico Nacional por el decreto n.º 1079 del año 2000.
En marzo de 2007 al realizar una intervención a la figura del Dante, se encontró en el interior de la cabeza una cápsula del tiempo. El arquitecto Gustavo Adolfo García, autor del Master Plan de Revitalización y Puesta en valor del Monumento Histórico Nacional y Presidente de La Fundación Cultural Patrimonium, junto a la escultora Romina Bardone, gerente del estudio Leguizamón Ezcurra, encontraron una lata de metal, como las que se usaban para el té, decorada con chinescos y atada como un paquete con cables de luz, de los forrados en tela. Adentro de la lata había una hoja del diario La Prensa de agosto de 1908, una hoja del diario de Innsbruck, ciudad natal de Voegele, cuatro monedas de cobre argentinas de entre 1880 y 1890, un frasco esmerilado y, adentro, un sobre con la leyenda “Yo saludo a quien encuentre estos escritos”. También había una carta que decía: 

Estas estatuas fueron hechas por el escultor Antonio Voegele, natural de Innsbruck, capital de la provincia de Austria, que llegó hace 26 años a la edad de 22 a Buenos Aires. El arquitecto de esta obra fue el Señor Don Ernesto Sackmann.
La colocación y modelaje fue hecho y dirigido por el Señor Don José Laranglía, natural de Ingone provincia de Milán. Este señor trabajó desde los 22 años en el taller y es entendido en 10 por ciento de la ganancia. 
Lo mismo trabajó en la......... el Señor Carlo Cerviño natural de la Lombardía (Italia). El capataz de la obra fue el Señor Don Juan Puntel natural de Veneto.
La obra fue pagada por el Señor Don Santos Unzué y Señora.
Cada estatua costó $1500 que es el equivalente de 650 pesos oro de moneda de libras esterlinas.
Deseo que Dios y San Francisco protejan esta obra y le den una larga existencia.
Antonio Voegele

## Descripción

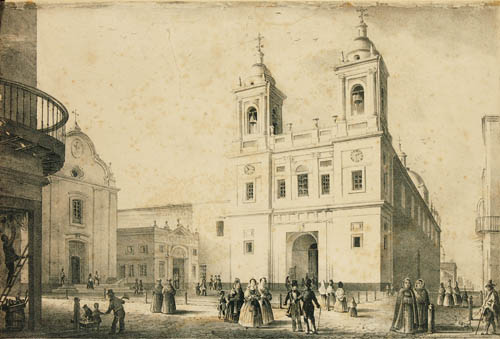
Grabado de Carlos Pellegrini con el aspecto neoclásico original de San Francisco.

La Basílica posee, gracias a la remodelación de 1911, fachadas muy elaboradas, particularmente la principal, teniendo en cuenta el sobrio estilo que tenía y que aún conservan las iglesias construidas en la misma época, como el Convento de Santo Domingo. En ella se destacan las dos torres con querubines y cúpula acebolladas. Alrededor de ellas están las estatuas de Fray Marchena, Bacon, y los Papas Sixto V, Gregorio IX y León XIII.
En el centro se encuentra un conjunto escultórico donde San Francisco de Asís es rodeado por Dante Alighieri, Giotto y Cristóbal Colón: los tres pertencián a la orden franciscana.

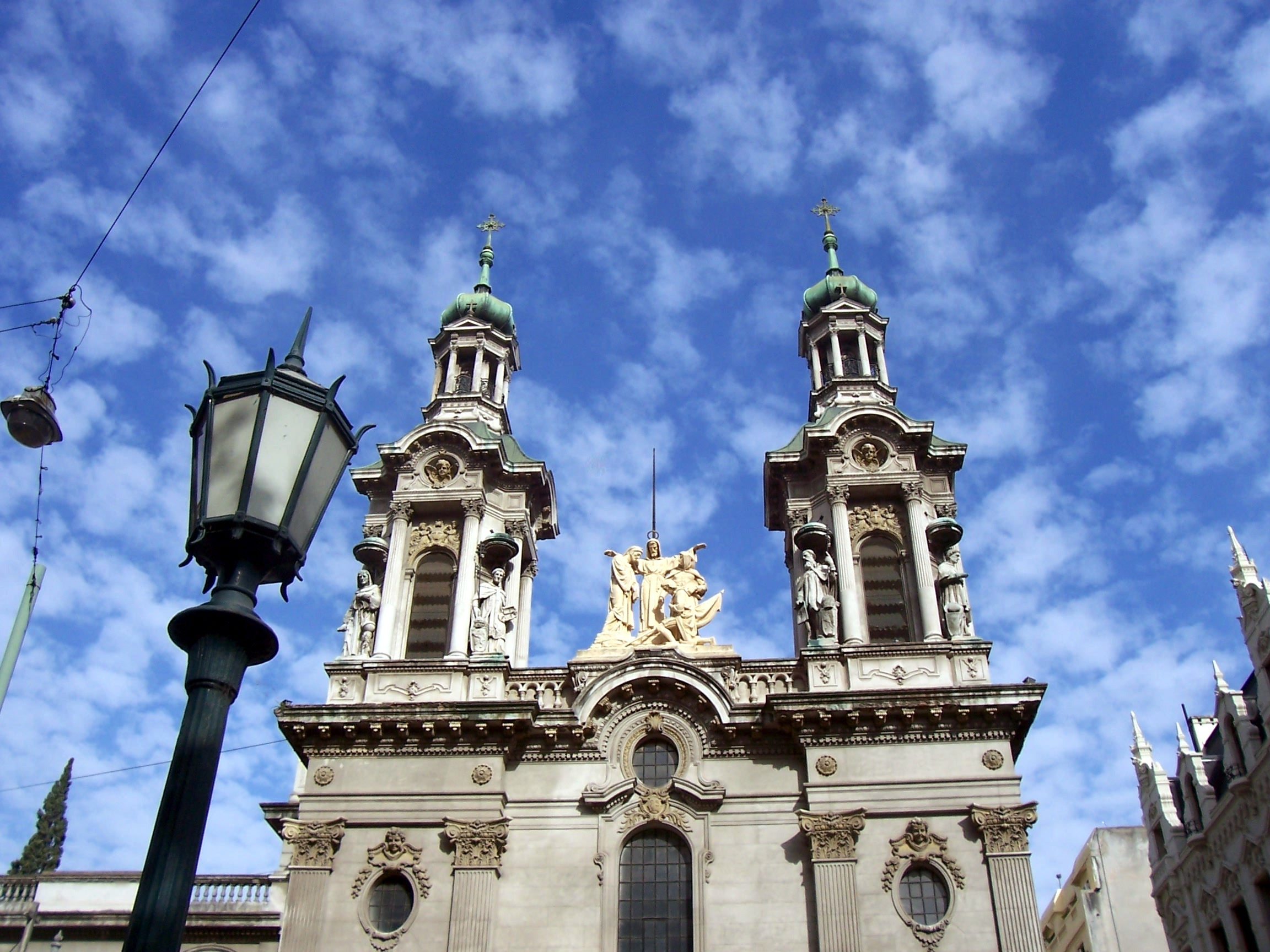
Torres.

En 2007, mientras se llevaban adelante obras de restauración, se encontró que la cabeza de la estatua del Dante tenía en su cabeza un espacio interior hueco que alojaba una carta escrita por su escultor, el alemán Antonio Voegele, explicando quién había realizado el conjunto escultórico, quién la remodelación del templo, quién había financiado las obras, etc.
La planta del templo posee una nave central única, particularmente alargada y con capillas laterales de poca profundidad. El único altar original que se conserva es el del crucero derecho, ya que los demás datan de 1911. El altar mayor fue quemado en 1955. El púlpito, construido en el siglo XVIII por el ebanista Isidro Lorea, es de estilo rococó, y fue realizado en madera tallada pintada de dorado.
La cúpula de la iglesia se eleva sobre un alto tambor octogonal. El órgano fue fabricado por el lutier alemán Luis Oben en 1772. En este templo descansan los restos de personajes como Fray Luis de Bolaños y Fray Mamerto Esquiú.

## Capilla de San Roque

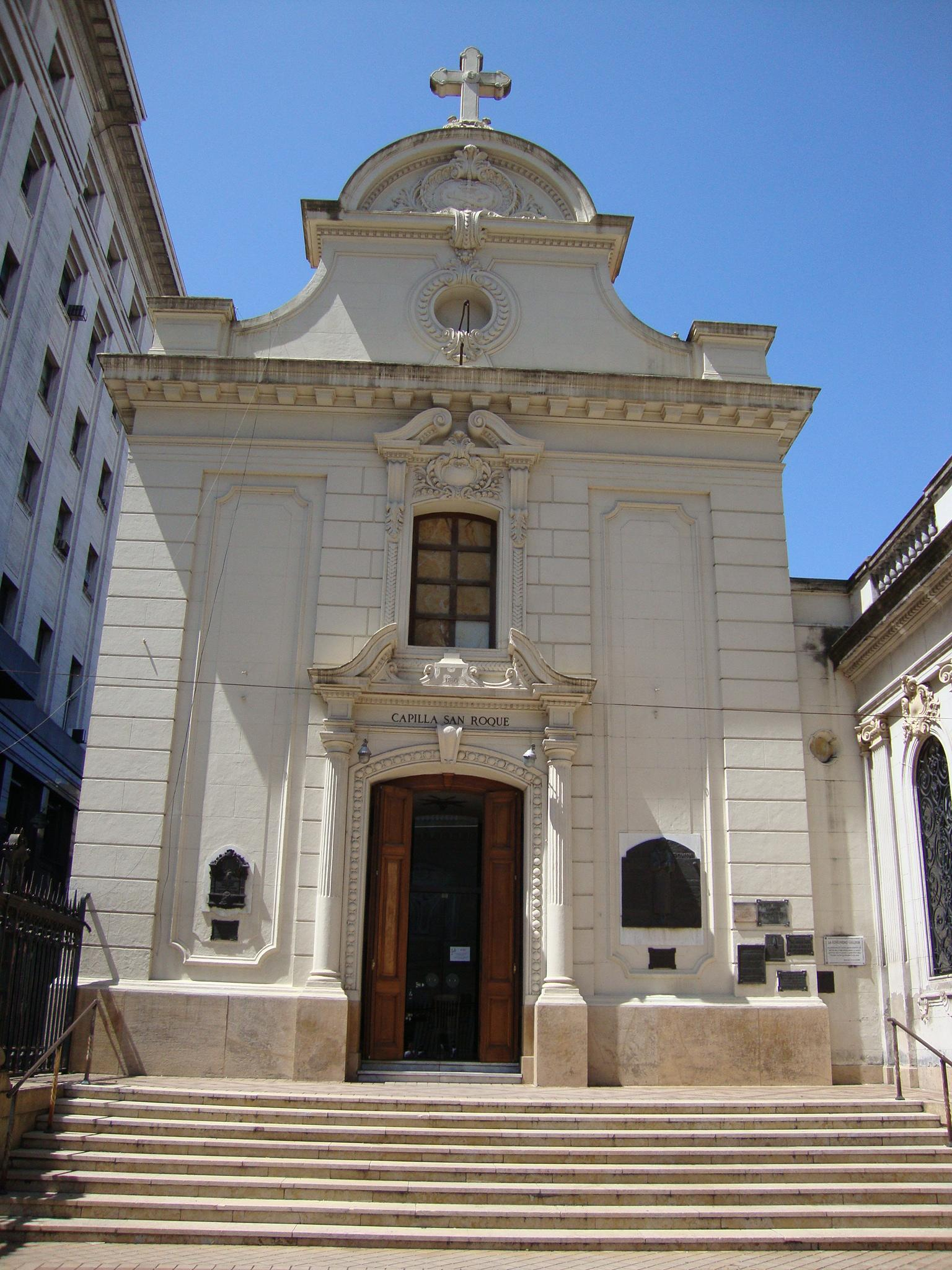
La capilla de San Roque.

Sobre el mismo atrio fue levantada entre 1751 y 1762 la Capilla de San Roque, con planos de los arquitectos Andrés Blanqui, Antonio Masella y Vicente Muñoz. También fue remodelada su fachada en 1911.
La planta de la capilla está compuesta por una sola nave alargada con una bóveda de cañón corrido y una cúpula semiesférica sin tambor. Posee un panteón subterráneo que resulta el más grande de Buenos Aires, - aunque desde 1882 no está permitido el entierro de cuerpos en él -. Los días 16 de cada mes se celebra aquí la fiesta patronal.
En el atrio de la Capilla el 1.º de diciembre de 1829, fue depuesto el gobernador de Buenos Aires, Manuel Dorrego. El pueblo fue llamado a reunirse allí por el General Juan Lavalle, donde se realizó la llamada "elección del sombrero", que lo ungió en gobernador interino[cita requerida].
Durante la revolución cívico militar de 1880, desatadas por los conflictos derivados sucesión del presidente Nicolás Avellaneda y la federalización del territorio de la ciudad de Buenos Aires, el templo fue convertido en hospital de sangre y sus religiosos presentaron ayuda a las víctimas de aquellos enfrentamientos.

## Plazoleta de San Francisco
Pensada en tiempos en que las grandes congregaciones religiosas frente a San Francisco necesitaban un espacio donde la multitud cupiera, considerando que las calles de Buenos Aires eran muy angostas, la plazoleta de San Francisco fue pensada con el fin de brindar el lugar suficiente como extensión del atrio, sobre la manzana opuesta por la calle Alsina, donde se terminó en 1963 el edificio del Banco Hipotecario Nacional (hoy sede central de la AFIP).
En esta plazoleta se ubicaron cuatro estatuas de mármol de Carrara del escultor francés Joseph Dubordieu: la Astronomía, la Navegación, la Geografía y la Industria; que originalmente se encontraban en la cornisa del primer edificio del Banco de la Provincia de Buenos Aires (en la calle San Martín y Bartolomé Mitre) y que luego en 1873 se colocaron rodeando a la Pirámide de Mayo. Fueron retiradas de la pirámide en 1912 y en 1972 colocadas en esta plazoleta. En 2017 las estatuas volvieron a ser colocadas en la histórica Pirámide, justo en el centro de Plaza de Mayo.
En la actualidad, la plazoleta está enrejada, y la AFIP la transformó en 2006 en la Plazoleta Héroes de Malvinas, remodelada por los arquitectos Grinberg-Dwek-Iglesias, con una placa de vidrio opaco con el perfil de las islas realizado en metal en el centro.

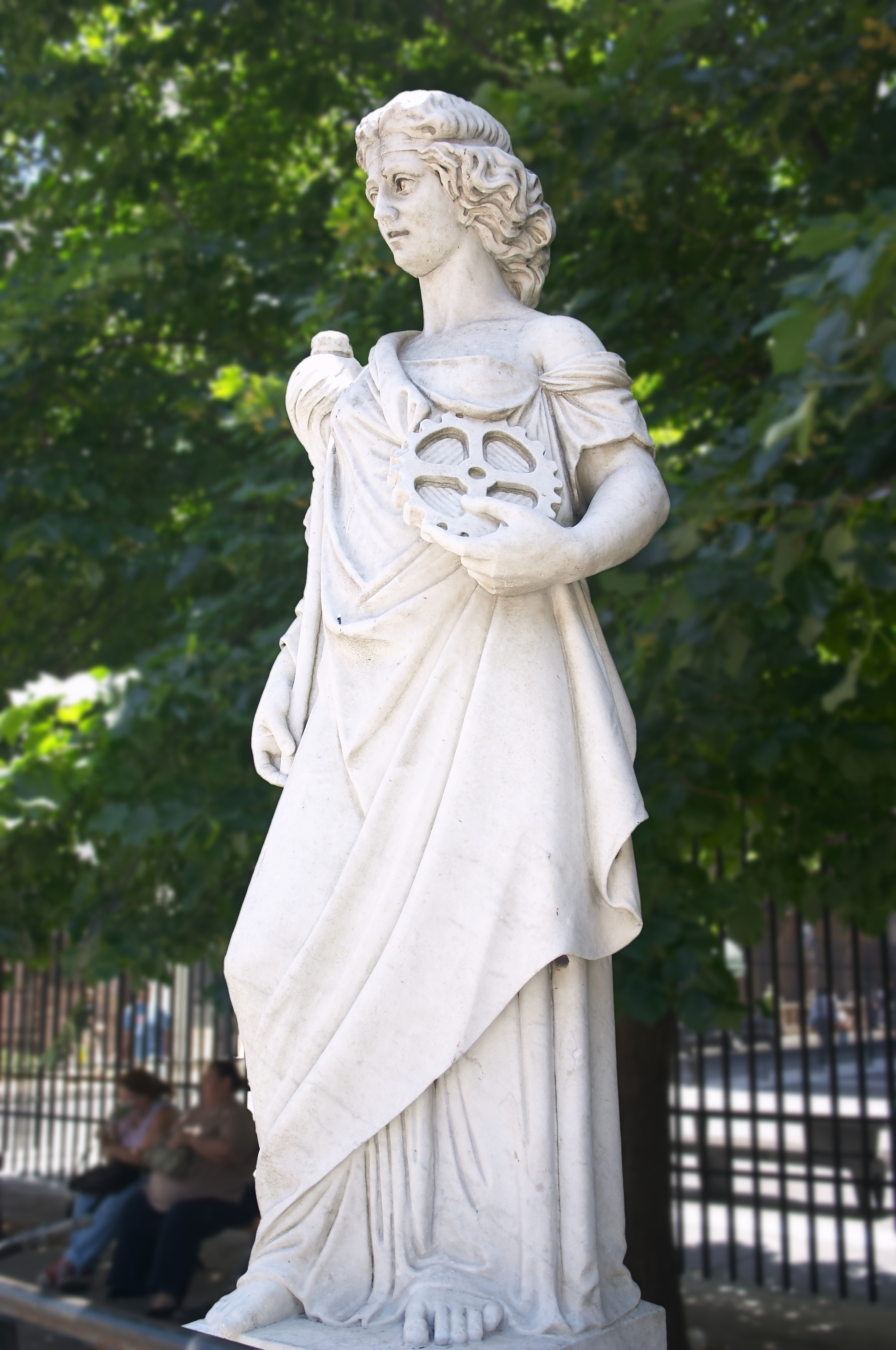
La Industria
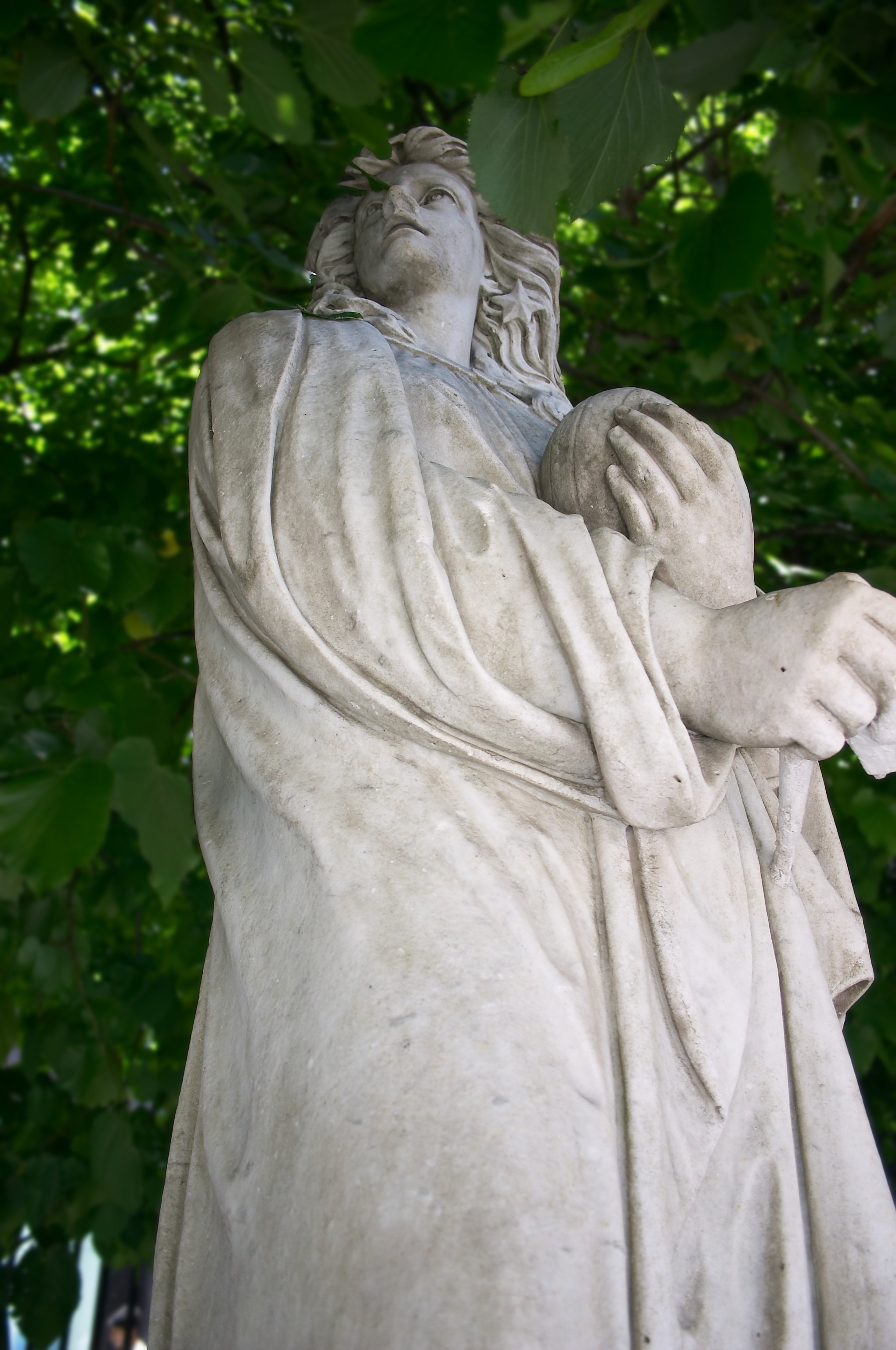
La Astronomía
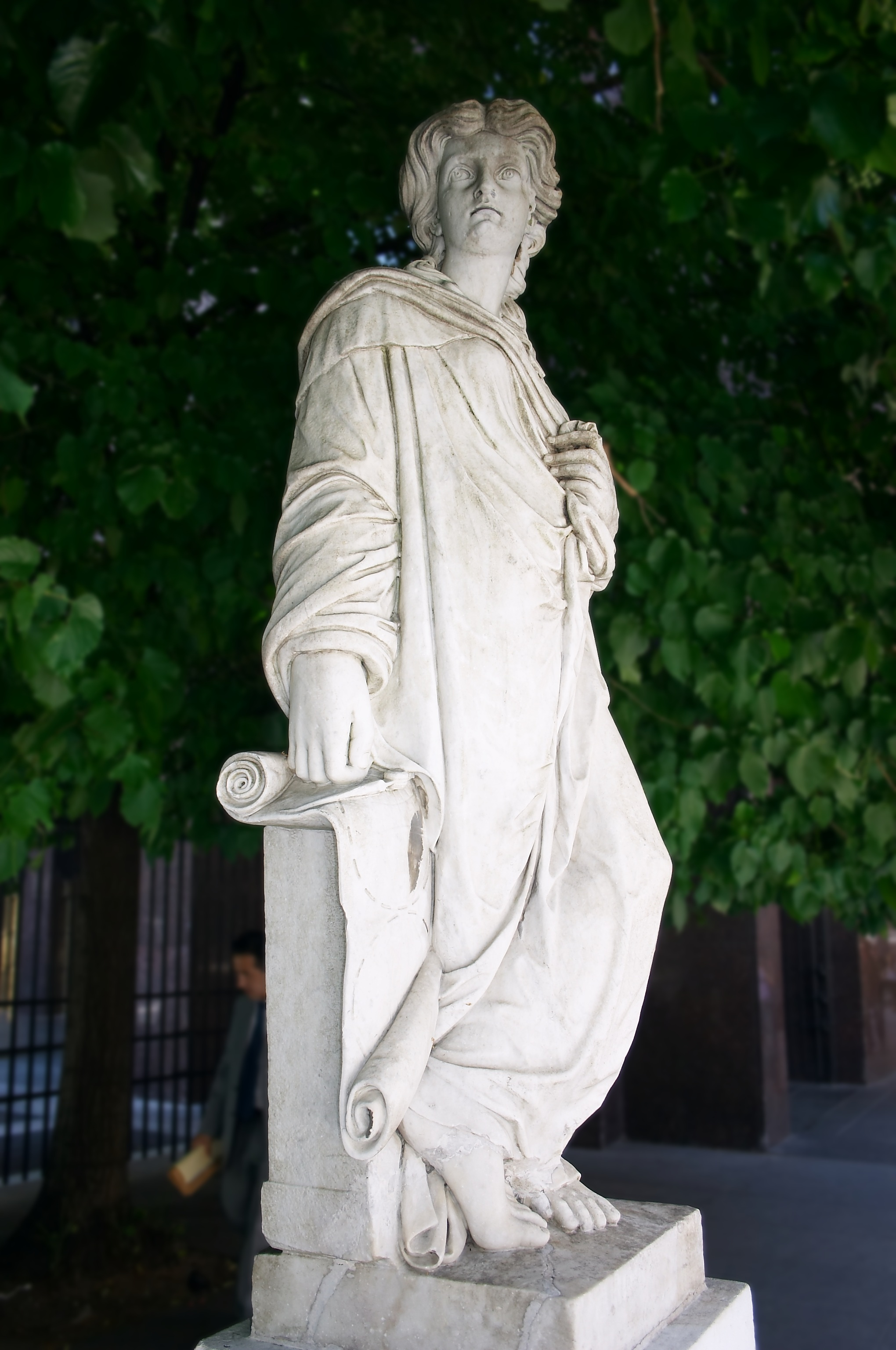
La Geografía
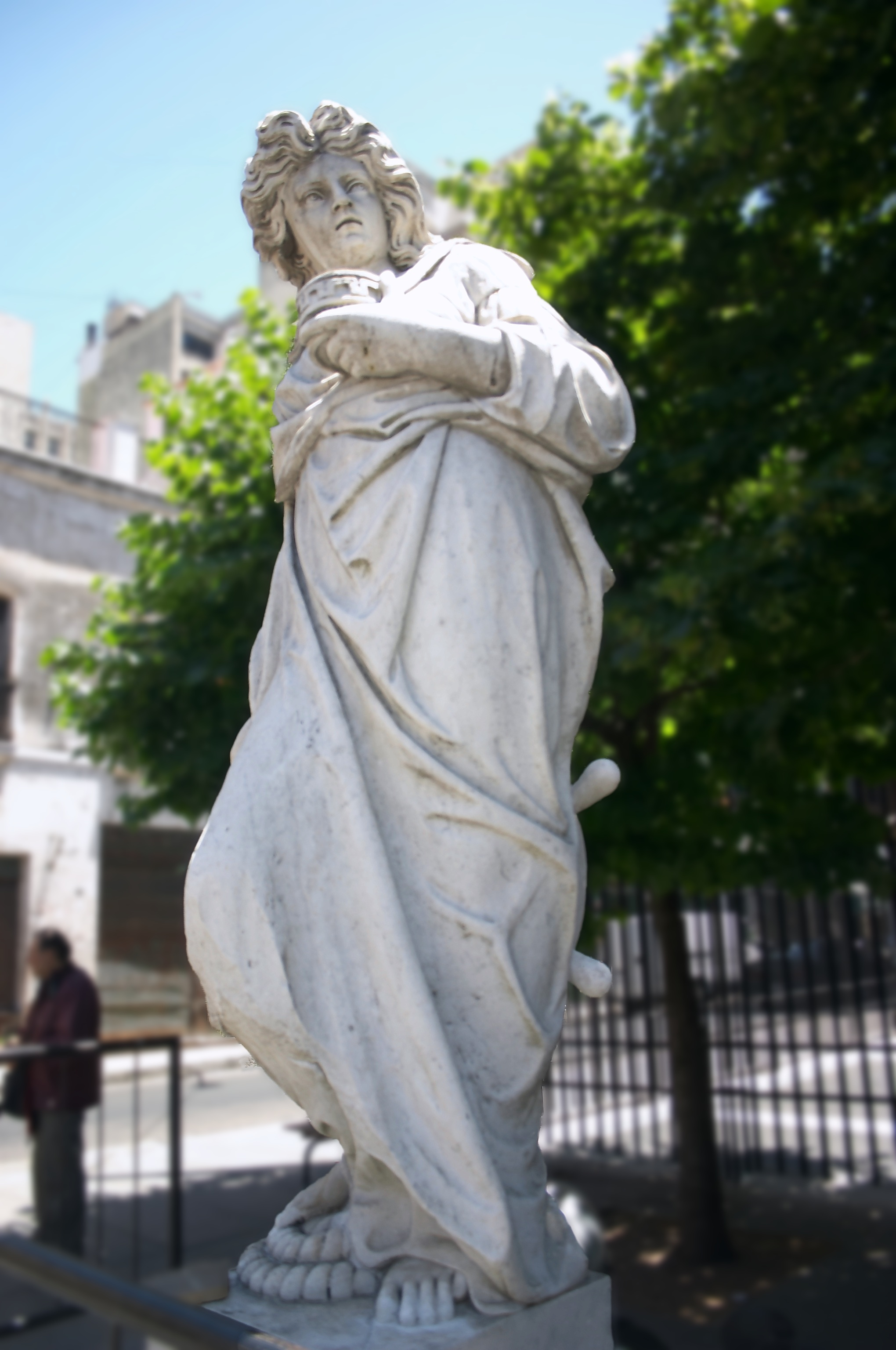
La Navegación